# Best of The Beach Boys Vol. 3
Best of The Beach Boys Vol. 3 è il terzo album discografico compilation di successi del gruppo musicale pop rock statunitense The Beach Boys pubblicato dalla Capitol Records nell'agosto 1968.

## Il disco
Best of The Beach Boys Vol. 3 venne assemblato principalmente per compensare l'insuccesso commerciale negli Stati Uniti dell'album Friends. L'album raggiunse la posizione numero 153 negli Stati Uniti, mentre in Gran Bretagna fece considerevolmente meglio piazzandosi al numero 9 in classifica.
La raccolta è ormai fuori catalogo da anni, rimpiazzata da numerose altre compilation più aggiornate.

## Tracce
Lato 1
1. God Only Knows (Brian Wilson/Tony Asher) – 2:49
2. Dance, Dance, Dance (Brian Wilson/Carl Wilson/Mike Love) – 1:59
3. 409 (Brian Wilson/Mike Love/Gary Usher) – 1:59
4. The Little Girl I Once Knew (Brian Wilson) – 2:36
5. Frosty the Snowman (Steve Nelson/Jack Rollins) – 1:54
6. Girl Don't Tell Me (Brian Wilson/Mike Love) – 2:19

Lato 2
1. Surfin' (Brian Wilson/Mike Love) – 2:11
2. Heroes and Villains (Brian Wilson/Van Dyke Parks) – 3:37
3. She Knows Me Too Well (Brian Wilson/Mike Love) – 2:27
4. Darlin' (Brian Wilson/Mike Love) – 2:12
5. Good Vibrations (Brian Wilson/Mike Love) – 3:36

## Versione britannica
La versione inglese di Best of The Beach Boys Vol. 3 venne pubblicata a metà 1968 con 14 tracce, invece delle 12 della versione americana.
Lato 1
1. Do It Again – 2:18
2. The Warmth of the Sun – 2:52
3. 409 – 1:58
4. Catch a Wave – 2:08
5. The Lonely Sea – 2:23
6. Long Tall Texan – 2:27
7. Wild Honey – 2:36

Lato 2
1. Darlin' – 2:11
2. Please Let Me Wonder – 2:44
3. Let Him Run Wild – 2:21
4. Country Air – 2:19
5. I Know There's an Answer – 3:08
6. Friends – 2:32
7. Heroes and Villains – 3:36